# Marcian
Flavius Marcianus (n. 392 d.Hr., Tracia, Bulgaria – d. 26 ianuarie 457 d.Hr., Constantinopol, Imperiul Roman de Răsărit) a fost un împărat bizantin în perioada 450 - 457.

## Biografie
Marcian s-a născut în Tracia sau Iliria. Și-a petrecut mare parte din viață în cariera militară, servind timp de nouăsprezece ani conducătorilor alani Ardaburius și Aspar. A luat parte la războaiele împotriva vandalilor și perșilor. În 431 a fost luat prizonier de vandali în lupta de lângă Hippo Regius (în Africa). Adus în fața regelui vandal Genseric (428-477), el a fost eliberat, după ce a jurat să nu mai ridice niciodată armele împotriva vandalilor. După aceasta a fost făcut căpitan al gărzii imperiale, iar mai târziu tribun și senator. La moartea lui Teodosiu II s-a căsătorit cu sora acestuia, Pulcheria.
Când a devenit împărat, nu a mai acceptat să plătească tribut lui Attila. Cum Attila știa că nu va putea cuceri niciodată Constantinopolul, a pornit spre vest, în faimoasele campanii din Galia (351) și Italia (352).
Marcian a reformat finanțele imperiului și a repopulat provinciile devastate de huni.
El a respins atacurile asupra Siriei și Egiptului din anul 452 și a înăbușit tulburările de la frontiera cu Armenia în 456.
Cel mai important eveniment din timpul domniei sale este Sinodul al IV-lea ecumenic de la Calcedon (451). Principalele rezultate obținute la acest Sinod au fost cele referitoare la rezolvarea controverselor religioase datorate ereziei monofizite și la organizarea vizibilă a Bisericii.
Marcian nu și-a respectat promisiunile față de Imperiul Roman de Apus când regele vandal Genseric a prădat Roma în 455.
Marcian a murit în anul 457, probabil din cauza unei cangrene declanșată în timpul unei lungi călătorii religioase. Deși domnia sa a fost relativ scurtă, Marcian este considerat unul dintre cei mai buni împărați timpurii ai Imperiului Roman de Răsărit (Bizantin).
Marcian și soția sa, împărăteasa Pulcheria, au fost canonizați de Biserica Ortodoxă ca sfinți, fiind comemorați (pomeniți) pe data de 17 februarie.